# Gaëtan Mittelheisser
Gaëtan Mittelheisser (* 26. Juli 1993) ist ein französischer Badmintonspieler. 

## Karriere
Gaëtan Mittelheisser war Mitglied der französischen Mannschaft, die 2011 bei den Badminton-Juniorenweltmeisterschaft 2011 Platz 11 errang. Ebenso nahm er teil an den Badminton-Mannschaftseuropameisterschaft 2012 und an der Endrunde im Sudirman Cup 2013.
2013 siegten sie erstmals bei den nationalen Titelkämpfen.

## Sportliche Erfolge
| Saison | Veranstaltung                   | Disziplin         | Platz | Name                                    |
| ------ | ------------------------------- | ----------------- | ----- | --------------------------------------- |
| 2011   | Danish Junior Cup               | Gemischtes Doppel | 3     | Gaëtan Mittelheisser / Lorraine Baumann |
| 2011   | Danish Junior Cup               | Herrendoppel      | 3     | Gaëtan Mittelheisser / Julien Maio      |
| 2012   | German Juniors                  | Herrendoppel      | 3     | Gaëtan Mittelheisser / Joris Grosjean   |
| 2012   | Romanian International          | Gemischtes Doppel | 3     | Gaëtan Mittelheisser / Lorraine Baumann |
| 2013   | St. Petersburg White Nights     | Herrendoppel      | 3     | Gaëtan Mittelheisser / Baptiste Carême  |
| 2012   | Kharkiv International           | Gemischtes Doppel | 2     | Gaëtan Mittelheisser / Lorraine Baumann |
| 2012   | Kharkiv International           | Herrendoppel      | 1     | Gaëtan Mittelheisser / Baptiste Carême  |
| 2012   | Irish International 2012        | Gemischtes Doppel | 3     | Gaëtan Mittelheisser / Lorraine Baumann |
| 2013   | Swedish International Stockholm | Herrendoppel      | 3     | Gaëtan Mittelheisser / Baptiste Carême  |
| 2013   | French International            | Herrendoppel      | 2     | Gaëtan Mittelheisser / Baptiste Carême  |
| 2013   | Dutch International             | Herrendoppel      | 3     | Gaëtan Mittelheisser / Mathias Quéré    |
| 2013   | Mittelmeerspiele                | Herrendoppel      | 3     | Gaëtan Mittelheisser / Baptiste Carême  |